# Dani Flaco
Daniel Sánchez García (Bellvitge, 10 de maig de 1977), més conegut com a Dani Flaco, és un cantautor català en castellà.

## Biografia
Fill de pare murcià i mare catalana. Prim de constitució adoptà el sobrenom de «Flaco», pel qual és conegut actualment. Aficionat al futbol jugà com a extrem esquerre a l'equip del seu barri, la Unión Deportiva Unificación Bellvitge, també cridà l'atenció a equips com l'Hospitalet o l'Espanyol, però una lesió posà fi a la seva carrera.
La seva altra gran afició era la música. Als 13 any compongué la seva primera cançó; dos anys més tard intervindria en la inauguració de les Olimpiades de Barcelona participant amb el grup del seu barri "escondido tras una tuba". Feu gires arreu d'Espanya integrat en "Bosquimano" o acompanyant al grup "Matari". També formà part de bandes com "Camálics" i "Moussa". Finalment decidí actuar en solitari, influït per Antonio Flores, Bob Dylan, Lichis, Dire Straits o la rumba catalana, entre d'altres.
Així es guanyà la fama pels bars de Barcelona, Hospitalet, i àrea metropolitana. Aviat gravà la seva primera maqueta "La virgen del exceso" i després la segona. "Espejos"; Es muntà la seva pròpia banda musical i finalment, la discografia Vicious Records descobrí el seu talent i li proposà crear el seu primer CD: "Salida de emergencia" el 2006. El 2009 creà el seu segon disc Xarnego, on recopilà alguns temes del seu primer disc, traduïts al català. La combinació del rock urbà marginal, orgullós dels seus orígens "xarnegos", cantats en català, li permeté crear-se un espai diferent dintre de la música catalana, aconseguint una major difusió pels mitjans i per un públic més nombrós, essent famoses les cançons "Entre la nit i l'aurora", "El cor per la boca", "Una sortida d'emergència", "Elena", "La llei de l'última copa" o "Oasis de sorra".
En 2012 va treure Cada vez más flaco (Directamente en Barnasants), un CD+DVD gravat en directe en el concert que va oferir el 3 de febrer de 2012 al Teatre Joventut de Hospitalet de Llobregat.
En febrer de 2014 va sortir a la venda, Versos y Madera, que s'ha finançat en part gràcies a les aportacions dels seus fans pel mètode del crowdfunding. Amb les seves cançons va actuar a l'Auditori el febrer de 2014 i fins i tot ha fet alguna aparició a televisió.
En 2016 realitza la gira 10 Años de Flaco y conjuntament amb el guionista i director de cinema Juan Cruz la gira Flaco Favor combinant la cancó amb la poesia. El 2017 sortí a la venda Verbenas y Fiestas Menores.
El 19 de setembre de 2019 publicà el seu primer poemari titulat Uni-versos silvestres.
L'octubre del 2019 publicà l'àlbum Al Alimón, versionant alguns dels seus temes juntament amb altres artistes com Manolo García, Santi Balmes, Ismael Serrano, Álvaro Urquijo, Andrés Suárez, Javier Ruibal, Pedro Guerra, Las Migas, Rebeca Jiménez o Marc Ros (Sidonie).

## Discografia

### Àlbums
- Salida de Emergencia (2006)
- Fuerzas de Flaqueza (2008)
- Xarnego (2009)
- Secretos de Sumario (2010)
- Cada vez más flaco (2012)
- Versos y madera (2014)
- Verbenas y Fiestas menores (2017)

### Senzills
- Salida de Emergencia (2006)
- Apaga y Vámonos (2006)
- Fuerzas de Flaqueza (2008)
- Secretos de Sumario (2010)
- No Seamos Enemigos (2010)
- Guarda silencio (2012)
- Nomeolvides (2012)
- Luz de gas (2012)
- De quicio (2012)
- Si quieres (2014)
- Ni se te ocurra (2014)
- Canción de cuna (2014)
- Versos y madera (amb Manolo García) (2019)